# Clairy-Saulchoix
Clairy-Saulchoix is een gemeente in het Franse departement Somme (regio Hauts-de-France) en telt 359 inwoners (2004). De plaats maakt deel uit van het arrondissement Amiens.

## Geografie
De oppervlakte van Clairy-Saulchoix bedraagt 6,6 km², de bevolkingsdichtheid is 54,4 inwoners per km².
De onderstaande kaart toont de ligging van Clairy-Saulchoix met de belangrijkste infrastructuur en aangrenzende gemeenten.

## Demografie
Onderstaande figuur toont het verloop van het inwonertal (bron: INSEE-tellingen).